# 洗足現代音楽作曲コンクール
洗足現代音楽作曲コンクール（せんぞくげんだいおんがくさっきょくコンクール）は、2011年に洗足学園音楽大学で創設された。

## 概要
新しい音楽の創造を推進し、聴衆にも広くアピールする新鮮な作品の誕生を期待して、コンクールを開催している。
「作曲家、演奏家、聴衆が創る新しい現代音楽の世界」をテーマとして、Ａ部門とＢ部門に分かれ開催されている。
Ａ部門は管弦楽作品対象で、Ｂ部門は年度によって対象の編成が異なる。

## 受賞作品一覧
- 第１回 
  - Ａ部門　オーケストラ作品
    - 第１位:　若林 千春『木霊・・・隠喩の森 Ⅱ』
    - 第２位:　張 耀熠『Summer』
    - 第３位:　白岩 優拓『BIRTH II』
    - 洗足賞:　中堀克成『仙郷への誘い』

  - Ｂ部門　サクソフォーン・アンサンブル作品
    - 第１位:　後藤 望友『The palette』
    - 第２位:　旭井 翔一『掠れた虹』
    - 第３位:　西條 太貴『サクソフォン四重奏曲』
    - 洗足賞:　木山光『Hadewijch 2』
- 第２回
  - Ａ部門　オーケストラ作品
    - 第１位:　柳川 瑞季『Intermittent Beginning』
    - 第２位:　高橋 優海『霞の水彩 オーケストラのための』
    - 第３位:　加藤めぐみ『Concertino for solo percussionist and orchestra』
    - 洗足賞:　柳川 瑞季『Intermittent Beginning』

  - Ｂ部門　打楽器作品
    - 第１位:　該当作品なし
    - 第２位:　青柿 将大『Antagonisme Ⅰ － ２人の打楽器奏者のための』
    - 第３位:　小林 直央『調和への道のり ～ ５人の打楽器奏者の為に～』
    - 洗足賞:　橘田 拓人『Sonnet18～Musical Translation of Shakespeare's Sonnet～』
- 第３回
  - Ａ部門　オーケストラ作品
    - 第１位:　Roger Zare (USA)『Tectonics』
    - 第２位:　向井 航『EDEN』
    - 第３位:　守屋 祐介『Fault Line』
    - 特別審査員賞:　向井 航『EDEN』

  - Ｂ部門　鍵盤楽器作品
    - 第１位:　増田 達斗『Ballade』
    - 第２位:　Manuel Torres-Arias (UK)『Three Lyric Pieces on Water Themes』
    - 第３位:　Igor Iwanek (Poland)『Black Is The Colour Of My Soul』
    - 特別審査員賞:　坂本 日菜『LIFE for Organ』